# 八幡村 (岐阜県揖斐郡)
八幡村（やわたむら）は、かつて岐阜県揖斐郡にあった村である。
現在の揖斐郡池田町南部（八幡、片山、市橋）に該当するが、池田町に合併後、一部の地域は分離し不破郡赤坂町に編入されている。

## 歴史
- 江戸時代末期、この地域は美濃国池田郡であり、尾張藩領、旗本領であった。
- 1889年（明治22年）7月1日 - 町村制により池田郡八幡村が村制施行。
- 1897年（明治30年）4月1日[2] - 大野郡の一部と池田郡の合併により揖斐郡に属する。
- 1897年（明治30年）4月1日 - 旧来の八幡村、片山村、市橋村が合併し発足。
- 1955年（昭和30年）4月1日 - 池田町、宮地村と合併し、改めて池田町が発足。同日八幡村廃止。
- 1956年（昭和31年）4月1日 - 旧村域の南部（旧・市橋村南部）が分離し、不破郡赤坂町に編入される。

### 赤坂町編入の経緯
八幡村のうち、旧・市橋村は池田町合併派と赤坂町合併派の住民とで対立が発生する。これは市橋村が石灰の産地である金生山に接しており、経済的に赤坂町との関わりが強かったためである。
- 1954年（昭和29年）、八幡村は池田町、宮地村と合併後、速やかに市橋地区を分離し赤坂町に編入させることで話し合いがまとまる。ところが、この条項は合併合意書には記載されなかった。
- 1955年（昭和30年）4月1日、市橋地区の住民は、池田町との合併前に赤坂町への編入を決定事項とすることを陳情する。池田町はそれを受け、市橋地区の一部を赤坂町に編入を決める。当初、市橋地区のどの地域を赤坂町に編入するかは住民間の話し合いで行なわれることになったが、石灰の産出地などの経済面での対立が表面化する。
- 住民間の話し合いが不調となったため、境界線の問題は池田町町長に一任される。こうして新たな境界線が決定し、1956年（昭和31年）4月1日、市橋村の南部が赤坂町に編入となる。

## 学校
- 八幡村立八幡小学校（現・池田町立八幡小学校）
- 中学校は池田村大字六之井の揖斐郡学校組合立揖南中学校へ通学

## 鉄道
- 西濃鉄道市橋線
  - 市橋駅 - 貨物駅だが、1930年から1935年までは旅客営業を行なっていた。